# Pavol Rankov

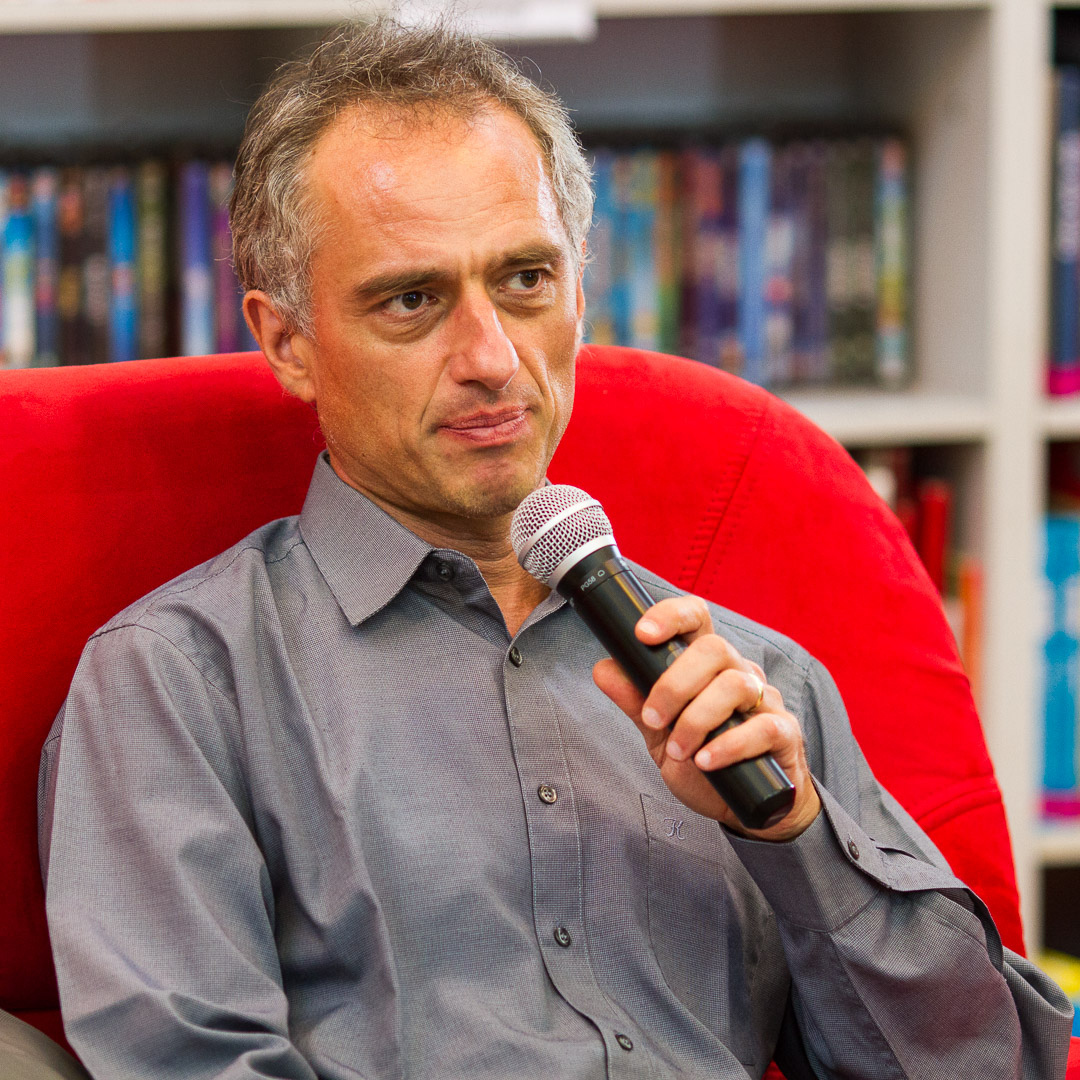
Pavol Rankov, 2015

Pavol Rankov (Poprad, 16 settembre 1964) è uno scrittore, saggista e giornalista slovacco.

## Biografia
Ha studiato scienze bibliotecarie alla facoltà di filosofia dell'Università Comenio di Bratislava (1983-1987). Ha lavorato come metodologista alla Biblioteca nazionale slovacca di Martin e alla Biblioteca pedagogica slovacca di Bratislava. Dal 1993 vive a Bratislava dove lavora all'Università Comenio di Bratislava. Nel 2008 esce il romanzo Accadde il Primo Settembre (o un altro giorno) con cui si è aggiudicato il Premio letterario dell'Unione europea l'anno successivo.

## Opere

### Racconti
- S odstupom času ("Con l'uscita del tempo") (1995)
- My a oni / Oni a my ("Noi e loro / Loro e noi") (2001)
- V tesnej blízkosti ("Nella tenera vicinanza") (2004)

### Romanzi
- Accadde il Primo Settembre (o un altro giorno) (Stalo sa prvého septembra (alebo inokedy), 2008), Pordenone, Safarà, 2017 traduzione di Alessandra Mura ISBN 978-88-97561-56-9.
- Matky ("Madri") (2011)